# Трэвис, Скотт
Скотт Трэвис (англ. Scott Travis; род. 6 сентября 1961, Норфолк, Виргиния) — американский барабанщик, наиболее известный как участник британской хэви-метал-группы Judas Priest.

## Карьера
Трэвис родился в Норфолке, штат Виргиния. В начале 1980-х годов он играл в различных группах по клубам в Норфолке, Хэмптоне и Ньюпорт Ньюз и считался заметным музыкантом в масштабах штата. В середине 80-х Трэвис переехал в Калифорнию, где в числе прочих коллективов играл в составе Hawk, Saints Or Sinners (которые позже сменили название на The Scream), а позже в Racer X с Полом Гилбертом. Значительный сдвиг в карьере Скотта Трэвиса произошёл десятью годами позже, когда барабанщик Judas Priest Дейв Холланд покинул группу по личным причинам.
В своем интервью Трэвис говорит, что всегда хотел стать барабанщиком Judas Priest. В раннем возрасте он часто думал поставить свою ударную установку на парковке у спорт-комплекса Hampton Coliseum в надежде, что группа услышит его игру из своего гастрольного автобуса, но в результате решил вручить им свою демозапись. На тот момент у Judas Priest был постоянный барабанщик Дейв Холланд, которого они не собирались менять. Но в 1989 году Холланд покинул коллектив. Трэвис узнал об этом от своего друга вокалиста и барабанщика Джеффа Мартина, затем прошёл прослушивание и сразу же получил постоянную прописку в коллективе. Первый же альбом с участием Скотта Трэвиса Painkiller 1990 года стал знаковым не только для группы, но и для стиля хэви-метал в целом. С этого времени Трэвис остается бессменным барабанщиком коллектива. Играя в Judas Priest, Трэвис не прекращал сотрудничать с Racer X. Он также играл в сольном проекте Роба Хэлфорда Fight с 1993 по 1995 годы. В 2023 году выходит альбом проекта Elegant Weapons «Horns For A Halo», в состав которого на студийной записи помимо Трэвиса вошли Рекс Браун, Ронни Ромеро и Ричи Фолкнер.

## Оборудование
Скотт Трэвис является эндорсером: барабаны и комплектующие DW, тарелки Paiste, палки Vater

## Дискография

### с Judas Priest
- Painkiller (1990)
- Jugulator (1997)
- '98 Live Meltdown (1998)
- Demolition (2001)
- Live in London (2003)
- Angel of Retribution (2005)
- Nostradamus (2008)
- A Touch of Evil: Live (2009)
- British Steel (переиздание) (2010)
- Redeemer of Souls (2014)
- Firepower (2018)

### с Racer X
- Second Heat (1987)
- Extreme Volume Live (1988)
- Extreme Volume II Live (1992)
- Technical Difficulties (1999)
- Superheroes (2000)
- Getting Heaver (2002)

### с Fight
- War of Words (1993)
- A Small Deadly Space (1995)
- Mutations (1994)

### Elegant Weapons
- Horns For A Halo (2023)